# 瑞應寺 (福井市)
瑞應寺（ずいおうじ）は、福井県福井市生部町にある浄土真宗本願寺派の寺院である。山号は金銘山。本尊は阿弥陀如来（南無阿弥陀仏）。設寺には諸説あるが、長禄元年（1457年）に現在の地に移転され、如浄を開基とした。

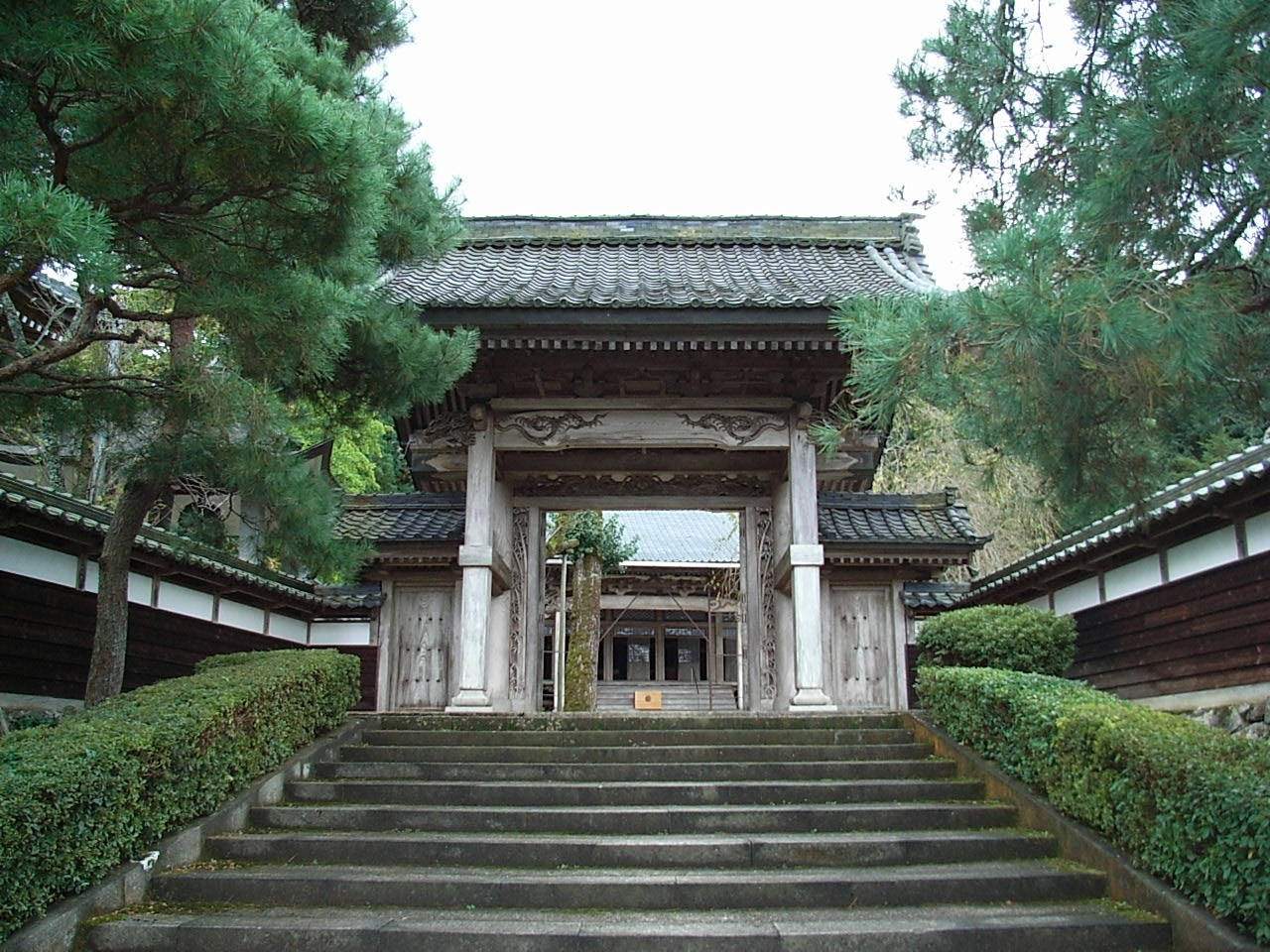
瑞應寺の門（夏）

## 歴史

### 設寺
設寺には諸説ある。
1. 奈良時代、行基によって建立された春江本堂寺の末寺として建立。
2. 天元四年（981年）12月23日、開祖林祥という者が創立。
3. 天正天皇時（680～748年）、山城に設寺。天台派金銘山釿剛寺・興隆寺平寺と名付けられたが、源平戦の時に越前に逃れ、随應寺を春江村に建立。

### 寺基移転
15世紀中頃、坂井郡春江村から移転。現在坂井市春江町随應寺という地名も残っている。蓮如上人は朝倉氏に取り入っており、朝倉氏は一つに自分の西方避難所として、二つに上人の一見張所として現在の地に寺を移転させた。春江随應寺から玄信坊を生部に迎えて随應寺を建立し、その後中野専照寺より如浄を迎え、浄土真宗の開基とした。
後に水戸黄門が北陸下向の際随應寺に立ち寄り、瑞應寺寶閣の名前を贈った。それから「随」を「瑞」と改めて、瑞應寺と呼ぶことになった。

### その他
- 残っている古図によると、寺の構えは城郭の構造をしていた。
- 弘化の火災により、旧記録は悉く焼失。
- 明治43年（1910年）にも寺は全焼。

## 言い伝え
これらはあくまでも言い伝えである。
- 瑞應寺にある庭園の作者は朝倉氏遺跡の庭園の作者と同一人物である。
- 報恩講の日は、柴田勝家により当時の越前において神仏に関わる行事が何もない日を与えられた。
- 明治に焼失する前の本堂は現在よりも大きく、今の本堂にある欄間は火事の際に持ち出したものである。
- 現在は新しい塀垣となっているが、昔のものには鉄砲狭間が残っていた。

## 交通アクセス
自動車
- 北陸自動車道福井インターチェンジより車で15分